# Victor Hausmann

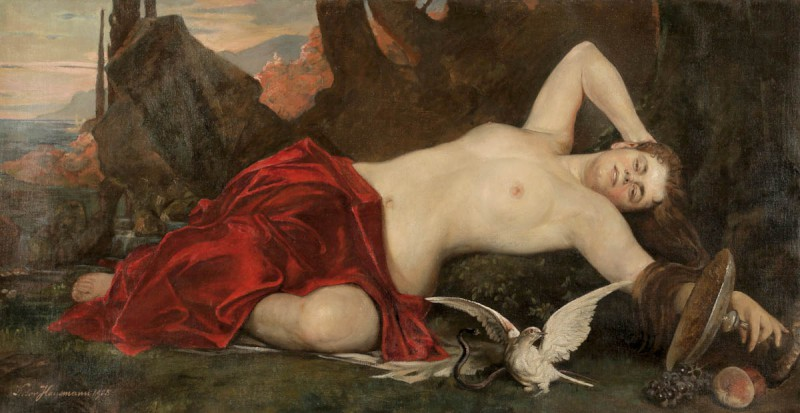
Victor Hausmann: Weiblicher Halbakt vor südlicher Küstenlandschaft (1905)

Victor Hausmann, auch Haussmann und Hausmann-Sator (* 1858 in Neustadt am Zeltberg, Österreich-Ungarn; † 5. Februar 1920 in Berlin-Steglitz) war ein österreichisch-deutscher Maler.
Hausmann, Sohn des Ingenieurs Joseph Hausmann, war zunächst in Wien als akademisch ausgebildeter Porträt- und Historienmaler tätig. Er war Vater des 1886 geborenen dadaistischen Künstlers Raoul Hausmann. Im Jahr 1900 ließ er sich mit seiner Familie in Berlin nieder, wo er am 5. Februar 1920 zusammen mit seiner Ehefrau Irene in der gemeinsamen Wohnung in der Feuerbachstraße 12 durch Suizid starb.